# Dining with the Chef
『Dining with the Chef』（ダイニング・ウィズ・ザ・シェフ）はNHKワールドTVで放送されている料理番組である。
同番組は、大きく2つのコーナーを隔週入れ替えで放送しており、「Authentic Japanese Cooking」では和食、「Rika's TOKYO CUISINE」では洋食や家庭料理を中心として取り上げ、家庭でも楽しむことができる簡単なレシピーを紹介する。
また不定期で、出演者4人が日本各地の伝統の郷土食やご当地グルメなどを取材した「Cook Around Japan」という紀行シリーズも放送されている。特に「地域特集月間」がある時はその対象都道府県のグルメを特集する回がある。（2023年7月の鹿児島県奄美特集など）

## 出演者
「Authentic Japanese Cooking」
- 講師:シェフ・斎藤
- 進行:早見優（タレント・歌手）

「Rika's TOKYO CUISINE」
- 講師:行正り香
- 進行:パトリック・ハーラン（コメディアン）

## 放送時間（日本時間）
30分バージョン
- 毎週火曜日:10:30ｰ11:00（初回）、15:30-16:00、21:30-22:00
- 毎週水曜日:2:30ｰ3:00、7:30-8:00

5分バージョン（30分バージョンの中から1品を取り上げて再構成したもの）
- 毎週木曜日:13:55-14:00（初回）、17:55ｰ18:00
- 毎週金曜日:1:55-2:00、8:55ｰ9:00

（以上は大相撲本場所期間中休止）
- その他週末の一部時間帯にも放送あり